# Tonight, Tonight
«Tonight, Tonight» — песня американской рок-группы The Smashing Pumpkins, выпущенная в качестве четвёртого сингла с их третьего студийного альбома Mellon Collie and the Infinite Sadness; релиз которого состоялся 15 апреля 1996 года в Европе и 11 июня в США. Композиция была тепло принята музыкальными критиками и имела коммерческий успех в чартах, добравшись до второй строчки в национальном хит-параде Новой Зеландии, седьмой в Великобритании, а также заняв 36-е место в американском Billboard Hot 100. Музыкальное видео, снятое для продвижения сингла, также было высоко оценено специализированными СМИ — оно попало в высокую ротацию на телевидении и получило несколько престижных наград.
Более короткая акустическая версия песни, названная «Tonite Reprise», была выпущена в качестве би-сайда к основному синглу, а также была включена в издание альбома на трёх грампластинках. Впоследствии расширенный вариант сингла был издан на бокс-сете под названием The Aeroplane Flies High. Кроме того, песня была включена в сборник лучших хитов группы Rotten Apples.

## История создания
Билли Корган начал писать материал для нового альбома сразу же по окончании турне в поддержку Siamese Dream; первая попытка записать «Tonight, Tonight» произошла ещё на гастролях The Smashing Pumpkins — Корган забронировал для группы чикагскую студию звукозаписи, чтобы записать свои идеи на плёнку.
Во время участия в «Шоу Говарда Стерна» Корган заявил, что песня является своеобразным оммажем американской рок-группе Cheap Trick, на что указывали чёрный юмор и содержание текста, а также то, что песня была адресована своему автору, который вопреки всему смог вырваться из-под гнёта нелёгкого детства (где его часто унижали сверстники) и поверить в себя.
«Tonight, Tonight» написана в тональности G, тем не менее, фактически, во время записи музыкальные инструменты были настроены на полтона ниже, в ключе G♭/F#. Примечательно, что первоначально композиция сочинялась в тональности C, однако из-за того, что Корган не смог спеть песню в этом ключе, он сочинил новую версию во время записи альбома, более подходящую под его вокальный диапазон. Корган лично занимался сочинением струнных аранжировок песни в тандеме с Одри Райли (англ. Audrey Riley), после чего они были записаны Чикагским симфоническим оркестром. Впоследствии он заявил, что запись вместе со струнной секцией (состоящей из 30 человек) «вероятно, была одним из самых захватывающих студийных событий, которые происходили в моей жизни».
Содержание песни отражает лейтмотив остальной части альбома — меланхолию и прощание с юностью. Текст композиции сравнивали со стихотворением поэта Роберта Геррика «Девам о быстротечности времени» (тема carpe diem). Изображение для обложки сингла было нарисовано Корганом собственнолично.

## Отзывы критиков
«Tonight, Tonight» была тепло встречена музыкальными критиками. Обозреватель портала AllMusic Эми Хэнсон заявила, что песня «содержала эмоциональное потрясение». Джим Александер из NME охарактеризовал её как «головокружительную [и] грандиозную». В свою очередь публицист журнала Time Кристофер Джон Фарли назвал композицию «экспансивным рок-гимном, дополненным парящими гитарами и струнной секцией из 30 инструментов». Обозреватель газеты Entertainment Weekly Дэвид Браун похвалил группу за изобретательное использование струнного оркестра, отметив, что «ураганные струнные доводят композицию до неистовства». Редакция журнала Rolling Stone особо отметила «Tonight, Tonight» в синопсисе, посвящённом Mellon Collie в рейтинге «500 величайших альбомов всех времён», похвалив мелодию песни за «звучание группы в лучшем её проявлении».
Несмотря на то, что «Tonight, Tonight» не смогла повторить чартового успеха песни «1979», она стала одним из самых успешных синглов Mellon Collie. Самым высоким показателем песни в национальных хит-парадах стало 2-е место в чарте Новой Зеландии. Самой высокой позицией трека в Соединённых Штатах было 4-е место в Billboard Mainstream Rock Tracks. Помимо этого сингл добрался до 5-й строчки чарта Modern Rock Tracks и отметился на 36-м месте в Billboard Hot 100. Также песня заняла 7-е место в сингловом хит-параде Великобритании и 21-е в Австралии (9 июня 1996). В 2012 году читатели журнала Rolling Stone поставили «Tonight, Tonight» на шестое место среди лучших песен The Smashing Pumpkins.

## Музыкальное видео

Кадр из видеоклипа «Tonight, Tonight»

Музыкальное видео было срежиссировано дуэтом Джонатана Дейтона и Валери Фарис. В главных ролях снялись актёры Том Кенни и Джилл Тэлли, которые в то время были участниками комедийного скетч-шоу «Mr. Show with Bob and David», а позже получили международную известность благодаря озвучке мультсериала «Губка Боб Квадратные Штаны». Оригинальная концепция клипа была выдержана в стиле кинорежиссёра Басби Беркли — «люди ныряют в бокалы с шампанским». Однако незадолго до начала съёмок клипа музыканты узнали, что участники группы Red Hot Chili Peppers уже сняли аналогичное видео для своей песни «Aeroplane», которое было практически идентично их идее. После этого была предложена вторая концепция клипа — группа выступает на сюрреалистической сцене, а камера оператора «въезжает» в глаза публики, после чего зритель видит его видение этой песни. Третья и последняя идея была вдохновлена немым фильмом Жоржа Мельеса «Путешествие на Луну», её предложили сами Дейтон и Фарис, вдохновившись изображениями на обложке Mellon Collie and the Infinite Sadness, которые, по их мнению, напоминали ранние немые фильмы. В итоге клип был снят в стиле немого кино начала XX века с использованием театральных задников и примитивных спецэффектов. Большая часть декораций и кукол, которые фигурируют в видео, были созданы художником Уэйном Уайтом.
Первоначально у Дейтона и съёмочной группы возникли проблемы с поиском подходящих костюмов, так как параллельно в Лос-Анджелесе снимался фильм «Титаник». Режиссёр «Титаника» Джеймс Кэмерон арендовал почти все костюмы имевшие отношение к временному периоду начала XX века, оставив съёмочной группе «Tonight, Tonight» лишь несколько вариантов. В итоге Дейтон и Фарис пошли на компромисс, арендовав оставшиеся в реквизите костюмы и наняв дизайнеров, чтобы переделать их в старинную одежду периода, фигурирующего в клипе. Съёмки музыкального видео заняли три дня.
Видео начинается сценой публики празднующей запуск дирижабля на Луну. Персонаж Тома Кенни целует руку героини Джилл Тэлли, после чего они поднимаются на борт дирижабля, который за верёвки удерживают люди, одетые в костюмы моряков. Дирижабль поднимается в воздух и вскоре приближается к Луне, которая изображена с человеческим лицом, аналогично художественному приёму в фильме «Путешествие на Луну». Основной сюжет клипа перемежается с кадрами музыкантов The Smashing Pumpkins выступающих в костюмах аналогичных временному периоду видео, и использующих старинные акустические инструменты. Главные герои спрыгивают с дирижабля и приземляются на поверхность Луны с помощью зонтиков. Внезапно, появляются несколько гуманоидных инопланетян, которые окружают пару проявляя признаки враждебности. Персонаж Кенни принимает боевую стойку и готовится защищать свою спутницу, однако Тэлли вмешивается в ситуацию и первая бьёт инопланетян своим зонтиком, оставляя от них лишь клубы дыма. Тем не менее, враждебные существа всё-таки ловят и связывают их. Однако, стоя спиной к спине, главные герои придумывают план, после чего освобождаются от верёвок и нападают на инопланетян, отбиваясь от них зонтиками. Пара спасается бегством на ракете, подобной той, которая фигурирует в «Путешествии на Луну» и приземляется в море, где водяной, похожий на морского бога Посейдона, показывает им спектакль, в котором появляются: осьминог, поющие русалки и морские звезды, после чего он отправить их обратно на поверхность в гигантском пузыре. В конце видео их подбирает корабль под названием «S. S. Méliès», что является отсылкой к режиссёру Жоржу Мельесу.
Музыкальное видео попало в высокую ротацию на телеканале MTV и завоевало несколько наград. Впоследствии Билли Корган заметил: «я не думаю, что когда-либо вызывали реакцию людей [подобно этой]… казалось оно [видео] задело их за живое». Клип получил шесть наград на церемонии MTV Video Music Awards 1996 года: «Видео года», «Прорыв года», «Лучшая режиссура» (режиссёры: Джонатан Дейтон и Валери Фарис), «Лучшие спецэффекты» (спецэффекты: Крис Стейвз), «Лучшая работа художника-постановщика» (арт-директор: К. К. Барретт и Уэйн Уайт) и «Лучшая операторская работа» (режиссёр-постановщик: Деклан Куинн). Помимо этого, видеоклип получил номинации в категориях «Лучший монтаж» (монтажёр: Эрик Цумбруннен) и «Выбор зрителей», а также выдвинут на соискание «Грэмми» в категории «Лучшее музыкальное видео», на 39-й церемонии премии. В профессиональной среде «Tonight, Tonight» считается одним из величайших музыкальных клипов всех времён, занимая 40-е место в списке «100 лучших музыкальных клипов всех времён» портала Stylus Magazine.
Хотя для оригинальной студийной записи песни использовались обычные 6-струнные акустические гитары и электрическая бас-гитара, в музыкальном клипе, в соответствии с темой рубежа веков и аутентичностью видеоряда, в качестве «реквизита» были задействованы старинные инструменты; так, гитарист Джеймс Иха использовал арфовую гитару фирмы Gibson, а басистка Д’арси Рецки играет на инструменте, который напоминает мандобас Gibson 1924 года.

## Список композиций
Сингл «Tonight, Tonight» был выпущен в двух версиях содержащих разные би-сайды. Первая в качестве стандартного сингла, вторая — в виде отдельного компакт-диска, включённого в сингловый бокс-сет The Aeroplane Flies High. Автором всех песен является Билли Корган.

| - Оригинальный американский сингл 1. «Tonight, Tonight» — 4:15 2. «Meladori Magpie» — 2:41 3. «Rotten Apples» — 3:02 4. «Medellia of the Gray Skies» — 3:11 | - Версия выпущенная на сборнике The Aeroplane Flies High 1. «Tonight, Tonight» — 4:15 2. «Meladori Magpie» — 2:41 3. «Rotten Apples» — 3:02 4. «Jupiter’s Lament» — 2:30 5. «Medellia of the Gray Skies» — 3:11 6. «Blank» — 2:54 7. «Tonite Reprise» — 2:40 |

## Участники записи
Информация взята с сайта AllMusic.
- Билли Корган — вокал, гитара, продюсирование, аранжировка струнных, изображение на обложке
- Джеймс Иха — гитара на «Tonight, Tonight» и «Medellia of the Gray Skies»
- Д’арси Рецки — бас на «Tonight, Tonight» и «Medellia of the Gray Skies»
- Джимми Чемберлин — ударные на «Tonight, Tonight»
- Одри Райли — аранжировка струнных на «Tonight, Tonight»
- Деннис Флемион[англ.] и Джимми Флемион[англ.] — инструментовка на «Medellia of the Gray Skies»
- Джефф Молески — звукоинженер
- Марк «Флад» Эллис — продюсирование «Tonight, Tonight»
- Алан Молдер — продюсирование на «Tonight, Tonight»
- Хауи Вайнберг[англ.] — мастеринг
- Густав Алсина — дизайн

## Чарты и сертификация
| Чарт (1996)                             | Высшая позиция |
| --------------------------------------- | -------------- |
| Австралия (ARIA)                        | 21             |
| Бельгия/Фландрия (Ultratop 50)          | 39             |
| Канада (RPM Top Singles)                | 32             |
| Канада (RPM Rock/Alternative)           | 2              |
| Исландия (Íslenski Listinn Topp 40)     | 1              |
| Ирландия (IRMA)                         | 13             |
| Нидерланды (Single Top 100)             | 46             |
| Новая Зеландия (Recorded Music NZ)      | 2              |
| Польша (LP3)                            | 31             |
| Шотландия (OCC Scotland)                | 5              |
| Швеция (Sverigetopplistan)              | 58             |
| Великобритания (OCC UK Singles)         | 7              |
| США (Billboard Hot 100)                 | 36             |
| США (Billboard Adult Alternative Songs) | 14             |
| США (Billboard Alternative Airplay)     | 5              |
| США (Billboard Mainstream Rock)         | 4              |

| Чарт (1996)                   | Позиция |
| ----------------------------- | ------- |
| Canada Rock/Alternative (RPM) | 28      |

| Регион | Сертификация | Продажи |
| --- | ------------ | ------- |
| Новая Зеландия (RMNZ) | Золотой      | 5000*   |
| Великобритания (BPI) | Золотой      | 400 000 |
| * Данные о продажах приведены только на основе сертификации. · Данные о продажах + прослушиваниях приведены только на основе сертификации. |              |         |

## Кавер-версии
Кавер-версия песни была записана электропоп-группой Passion Pit для сборника Pioneer Sessions 2010 Revival Recordings фирмы Levi's, впоследствии она прозвучала в первом сезоне подросткового телесериала «Волчонок» (3-й эпизод «Pack Mentality»); а также в конце фильма «10 лет спустя». Также, свою версию композиции, на одном из концертов, записала поп-панк-группа Panic! at the Disco, немного изменив текст — с «the place where you were born» (рус. Место, где ты родился) на «the place where Jon Walker [бывший басист группы] was born» (рус. Место, где был рождён Джон Уолкер). Помимо этого, песню исполнила конкурсантка американского шоу «Голос», Катрина Паркер, исполнив её в первом туре телепередачи.